# Ana Yolanda López Domínguez
Ana Yolanda López Domínguez (Ciudad de México, 22 de octubre de 1966) es una empresaria y defensora de la equidad para personas con discapacidad. Se desempeña como fundadora y directora general de la Cooperativa Pan Q' Ayuda, empresa que crea empleos para personas con discapacidad en Querétaro. Destaca como una de las dos candidatas para diputación federal con discapacidad en la historia de Querétaro, representando al Partido del Trabajo. En 2022, fue propuesta por organizaciones de sociedad civil para el cargo de titular de la Defensoría de los Derechos Humanos del Estado de Querétaro.

## Trayectoria
Nacida con discapacidad motriz debido a sufrimiento fetal al nacer,se graduó con una licenciatura en Ciencias de la Comunicación del Instituto Tecnológico y de Estudios Superiores de Monterrey, Campus Querétaro. Posteriormente, obtuvo una maestría en Desarrollo Humano en las Organizaciones, complementada con diversos diplomados en Alternativa Psicoterapéutica.
En sus inicios profesionales, enfrentó la discriminación laboral dirigida hacia personas con diversas discapacidades,experiencia que le hizo consciente sobre la discriminación que viven personas de la tercera edad y personas en situación de extrema pobreza.
En 2021, fue propuesta junto con Rebeca Jiménez Aguado como una de las dos primeras candidatas federales con discapacidad por el IV Distrito en Querétaro a través del Partido del Trabajo.

## Activismo por los derechos de personas con discapacidad
En su rol como Presidenta de la Asociación Civil Queretanos Unidos por la Discapacidad en México, propuso la creación de una panadería cooperativa para generar empleo a personas en situación de marginalidad.Colaborando con el Servicio Nacional de Empleo, se implementaron talleres de panadería para capacitar a los participantes. Ante los desafíos de la discriminación laboral y la escasez de oportunidades derivadas de su discapacidad física, Ana Yolanda tomó la decisión de emprender junto con cuatro socios fundadores y formalizó su emprendimiento.
En 2012, la empresaria cofundó la cooperativa Pan Q’ Ayuda, una empresa formada, dirigida y administrada por y para personas con discapacidad, tercera edad y madres cabeza de familia y, dedicada a la producción y venta de pastelería gourmet, así como galletas horneadas de forma artesanal.